# L'Amant militaire
L'Amant militaire (L'amante militare) est une pièce de théâtre en trois actes de Carlo Goldoni écrite en 1751 et jouée la même année à Venise.
L'action se déroule dans une ville de Lombardie.